# Красноградский районный краеведческий музей имени П. Д. Мартыновича
Красноградский районный краеведческий музей имени П. Д. Мартыновича — музей в городе Красноград Харьковской области.

## История
Музей основан в 1922 году по инициативе украинского художника П. Д. Мартыновича.
В конце 1920 года в музее хранилось 7000 экспонатов, а в библиотеке 5000 томов.
В сентябре 1982 года к музею пристроили художественную галерею.
В фонде музея хранится 24000 экспонатов.
Музей ежегодно посещает 15 тысяч человек.

## Экспозиция
В музейной экспозиции 3 отдела:
- Отдел, посвящённый истории Краснограда[6],
- Отдел, посвящённый природе Краснограда[6],
- Отдел, посвящённый картинной галереи Краснограда[6].

В историческом отделе 3 зала:
- зал, посвящённый истории строительства Украинской линии оборонных укреплений[3],
- зал, посвящённый истории геологоразведки Красноградского района, где есть такие экспонаты, как: макет буровой вышки, документы и фотографии буровиков, образцы горных пород[3],
- зал, посвящённый истории газовой промышленности Украины[3].

## Сотрудничество
Музей сотрудничает с музеем археологии и этнографии Слободской Украины Харьковского национального университета имени В.Н. Каразина, чтобы популяризировать историко-археологическое наследие Слобожанщины и Украины.